# Lü Ji
| |  |  |
| Lü Ji schilderde in twee verschillende stijlen, zoals blijkt uit deze werken. Links: Zoete olijfboom, chrysanten en vogels; rechts: Zilverreiger, arend en de vallende lotusbloemen |  |  |

Lü Ji (traditioneel Chinees: 呂紀; 1477-?) was een Chinees kunstschilder uit de Ming-periode. Zijn omgangsnaam was Tingzhen (廷振) en zijn artistieke naam Leyu (樂愚).
Lü was geboren Ningbo in de provincie Zhejiang. Hij was een beroemd hofschilder tijdens de regering van keizer Hongzhi (1487-1505). Daarnaast bekleedde hij een hoge, maar weinig veeleisende post bij de Keizerlijke Lijfwacht.
Vrijwel het gehele oeuvre van Lü bestaat uit vogel- en bloemschilderingen. Aanvankelijk bestudeerde hij de gongbi-stijl van Bian Jingzhao (actief 1403-1428), maar later ook het werk van oudere meesters. Lü combineerde een fijne lijnvoering met innovatieve schetstechnieken en creëerde zo zijn eigen schilderstijl. Zijn werk kan worden onderverdeeld in twee categorieën. De gongbi-werken in de stijl van Bian zijn uitbundig gekleurd, maar de overige schilderingen zijn aanzienlijk ingetogener; meer in de stijl van Lin Liang (ca. 1424－1500). Lü gebruikte hiervoor een kleine hoeveelheid kleurpigment in zeer natte gewassen inkt.
- International Standard Name Identifier: 0000 0001 1488 3682
- Library of Congress Control Number: nr99033710
- Nederlandse Thesaurus van Auteursnamen: 169095258
- Union List of Artist Names: 500125672
- Virtual International Authority File: 18400250
- WorldCat: E39PBJm9fPVRgBbQM7hWxRFHYP